# 李施昤
李施昤（： Lee Si Young，1982年4月17日—），韓國女演員、前拳擊手。前名為李恩萊（： Lee Eun Rae），出道前改為現名，曾譯為李詩英或李是英。通過電視劇《花樣男子》和《富翁的誕生》而受到注目。

## 個人生活
从小在乡下清原郡长大，9歲時搬到首爾，收藏日本動漫模型鋼彈是她的獨特愛好。
2009年，因出演綜藝節目《我们结婚了》与神話成員前進發展為戀人，但恋情只維持半年便分手告终。
2010年因拍攝電視劇需要而練習拳擊，在那之後對拳擊產生興趣並正式投入訓練，同年在業餘拳擊比賽中獲得冠軍。2012年底參加拳擊國手選拔但角逐失利，2013年加盟仁川市廳拳擊俱樂部轉為職業選手。2013年4月24日，李施昤在第24屆韓國業餘拳擊聯盟會長杯全國女子拳擊大賽48公斤級暨國家隊女子48公斤級選拔賽決賽上獲得冠軍，成功入選國家隊。因右肩膀脫臼，左撇子的她從右架站位改為左架站位，已於2015年6月正式隱退，當時前正在爭取2016年奧運女子國家隊隊員資格。
2017年7月13日公布將於同年9月30日與交往1年的韓國知名餐飲企業家代表趙承賢（音譯）結婚，當時已懷孕14週（婚禮時有6個月身孕），2018年1月7日長子出生。
2025年4月3日據韓媒YTN報導李施昤正在辦理離婚手續，隨後經紀公司也證實此消息，並表示年初已向首爾家庭法院提交相關文件，雙方已圓滿達成協議，8年婚姻正式結束。

## 影視作品

### 劇集
- 2008年：SUPER ACTION《都市怪談Deja Vu第三季—症候群》
- 2008年：KBS《风之国》飾演 妍花
- 2009年：KBS《流星花園》飾演 吳旼芝
- 2009年：KBS《即使恨也要再爱一次》飾演 孙贞花
- 2009年：SBS《爱你千万次》飾演 洪燕希
- 2010年：KBS《富翁的誕生》飾演 富泰熙
- 2010年：MBC《惡作劇之吻》飾演 尹赫拉
- 2011年：KBS《波塞冬》飾演 李秀允
- 2012年：KBS《暴力羅曼史》飾演 柳垠渽
- 2014年：KBS《黃金交叉》飾演 徐怡萊
- 2014年：tvN《有理的愛情》飾演 金一梨
- 2015年：OCN《我的美麗新娘》飾演 車允美
- 2017年：MBC《守望者》飾演 趙秀智
- 2018年：MBC《生死決斷羅曼史》飾演 朱仁雅
- 2019年：KBS《為何那樣，奉尚先生》飾演 李華尚
- 2020年：MBC《Cinematic Drama SF8》飾演 池宇
- 2020年：Netflix《Sweet Home》飾演 徐伊景
- 2022年：Disney+《迷網追兇》飾演 幽靈
- 2023年：Netflix《Sweet Home 2》飾演 徐伊景
- 2024年：Netflix《Sweet Home 3》飾演 徐伊景
- 2025年：ENA《主婦偵探社》飾演 孔美里[17]
- 待定：Max《心計》飾演 太藝瑞[18]

### 電影
- 2009年：《五感图》飾演 鄭世恩
- 2009年：《神偷妙探三個半》飾演 宋妍花
- 2010年：《鑽石也瘋狂》
- 2011年：《危險的相見禮》飾演 陳多洪
- 2011年：《3D小紅帽2：團結力量大》飾演 小紅帽（配音）
- 2011年：《戀愛拼圖》飾演 娜莉
- 2013年：《御愛專用守則》飾演 崔寶娜
- 2013年：《殺人漫畫》飾演 姜知允
- 2014年：《神之一手》飾演 肚臍
- 2019年：飾 朴仁愛

### MV
- 2009年：Junjin《Hey Ya!》
- 2009年：Beige《非常》（與Junjin）
- 2010年：許閣《總是始終》

### 綜藝節目
- 《我們小區藝體能》E171-174
- 《真正的男人—海軍副士官特輯》E172-180
- 《我還活著》E1-8
- 《丧尸宇宙》第1—2季[19]

## 音樂作品
- 2009年：数码单曲《非常》
- 2009年：《洪吉童的后裔》OST－《Just Love》、《Hero》
- 2011年：《危險的相見禮》OST－《歲月的流逝》
- 2011年：《Couples》OST－《閃耀吧，我們的愛》（與金柱赫、李允芝、吳正世、孔炯軫）

## 獲獎

### 演藝方面
- 2009年：第4屆安德烈·金最佳明星獎—明星獎
- 2010年：第7屆Maxmovie最佳電影獎—最佳女子新人獎
- 2010年：KBS演藝大獎—娛樂節目部門 女子新人獎
- 2010年：KBS演技大獎—女子新人獎
- 2016年：MBC演藝大獎—Variety部門 新人獎
- 2019年：KBS演技大獎—中篇電視劇部門 女子優秀演技獎
- 2024年：第44届黄金摄影奖—OTT部门特别演技奖（《Sweet Home 2》）[20]

### 運動方面
- 2010年：第10屆KBI全國生活體育拳擊大賽－女子50公斤級 冠軍
- 2011年：第47屆首爾新人業餘拳擊賽－女子48公斤級 優勝
- 2011年：第7屆全國女子業餘拳擊選手大會－女子48公斤級 優勝、最優秀選手獎
- 2012年：第42屆首爾市長盃業餘拳擊賽暨第93屆韓國全國體育大會首爾市選拔戰－女子48公斤級 優勝
- 2012年：第33屆會長盃全國業餘拳擊大賽－女子48公斤級 優勝
- 2012年：第66屆韓國業餘拳擊賽暨2013拳擊國手選拔大會－女子48公斤級 亞軍
- 2013年：第24屆韓國業餘拳擊聯盟會長杯全國女子拳擊大賽－女子48公斤級 冠軍

## 外部連結
- 李施昤的Instagram帳戶
- 李施昤在NAVER上的资料
- 李施昤在Daum上的资料
- 李施昤在韩国电影数据库（KMDb）上的資料（韓語）
- 李施昤在互联网电影资料库（IMDb）上的資料（英文）
- 李施昤在HanCinema的頁面（英文）